# Childhood's End
«Childhood's End» és una cançó de l'àlbum de Pink Floyd Obscured by Clouds del 1972. És l'última cançó de Pink Floyd composta completament per David Gilmour, així com la darrera que va comptar amb lletres escrites per ell, fins a A Momentary Lapse of Reason el 1987. La cançó comparteix un títol amb la novel·la de ciència-ficció 1953 del mateix nom d'Arthur C. Clarke. La versió remixada del 2016 de «Childhood's End», que apareix a The Early Years 1965–1972, va ser llançada com a segon senzill per promocionar la caixa fixada a l'octubre de 2016.

## En directe
«Childhood's End» es va interpretar en directe durant la gira europea de Pink Floyd a la fi de 1972 i en alguns espectacles al març de 1973 en la seva següent gira nord-americana. Les versions en directe normalment es fan amb una secció instrumental bastant llarga que no es trobava a la versió d'estudi, excepte l'última versió interpretada el 10 de març de 1973 a la Kent State University, quan es van fer l'arranjament d'estudi. Les versions en directe també es van realitzar en fa sostingut menor, un pas superior a la versió d'estudi (Mi menor). Nick Mason's Saucerful of Secrets va recuperar la cançó per a la seva gira mundial del 2019.

## Personal
- David Gilmour: vocal, guitarres acústiques i elèctriques
- Roger Waters - guitarra baixa
- Richard Wright - Orgue de Hammond, EMS VCS 3
- Nick Mason: bateria